# جان فرانسوا تشيفرير
جان فرانسوا تشيفرير (بالفرنسية: Jean-François Chevrier)‏ هو مؤرخ الفن فرنسي، ولد في 1954 في ليون في فرنسا.